# Liste von Mühlen an der Bílina
Die Liste von Mühlen an der Bílina  gibt eine Übersicht über die historischen Wassermühlen an der Bílina (deutsch Biela) und ihren kleineren Zuflüssen unabhängig davon, ob sie noch existieren oder bereits verfallen und abgerissen sind. Es wurden etwa 120 Mühlenstandorte erfasst. Viele Mühlen existieren nicht mehr, einige sind umgebaut und dienen anderen Zwecken.

## Legende
- Lage: Ortsteil bzw. Gemarkung sowie Straßenname und Hausnummer. Der Link Standort führt zur Kartendarstellung.
- Objekt: Name der Mühle.
- Beschreibung: Angabe baulicher und geschichtlicher Einzelheiten, von Denkmaleigenschaften sowie ehemaligen Besitzern oder Bewohnern der Mühle.
- ÚSKP-Nr.: Mühlen, die unter Denkmalschutz stehen, werden hier eingetragen. Der Link Katalog führt zur tschechischen Denkmalliste. Ein ggf. vorhandenes Icon  führt zu den Angaben bei Wikidata.
- Bild: zeigt ein Bild der Mühle und gegebenenfalls einen Link zu weiteren Fotos.

Anmerkung: MVE = Malá Vodní Elektrárna = Kleine Wasserkraftanlage zur Stromerzeugung

## Liste von Mühlen an der Bílina-Biela
Die Liste der ehemaligen Mühlen ist entsprechend der örtlichen Lage von der Quelle bis zur Mündung in die Elbe gegliedert.

## Liste von Mühlen an Zuflüssen
Die Liste der ehemaligen Mühlen an den Zuflüssen ist entsprechend der örtlichen Lage am von der Quelle bis zur Mündung gegliedert.
| Mühlen am Lužec (Aubach)                                                    |                                                                         | |                           |                                                                         |
| Boleboř ev. 163 (Standort)                                                  | Nikolaus-Mühle Göttersdorf                                              | ehem. Nikolaus-Mühle Göttersdorf – Mikulášský mlýn Boleboř am Polní potok, Sägewerk und Drechselwerkstatt. |                           | BW                                                                      |
| Boleboř (Standort)                                                          | Rothenhauser Sägemühle                                                  | ehem. Rothenhauser Sägemühle – Červenohrádecká vodní pila am Ovčí rybník (Schafteich), 1928 elektrifiziert, nach 1945 verfallen. |                           | BW                                                                      |
| Pyšná 194 (Standort)                                                        | Aumühle Stolzenhan                                                      | ehem. Aumühle Stolzenhan – Nivský mlýn Pyšná am Nivský potok (Lužec), nach 1945 abgerissen, später ein Ferienhaus errichtet. Etwa 1 km flussaufwärts befindet sich ein funktionsfähiges Sägewerk. |                           | Aumühle Stolzenhan                                                      |
| Drmaly 29 (Standort)                                                        | Gabriela-Mühle Türmaul                                                  | ehem. Gabriela-Mahlmühle Türmaul – mlýn Gabriela, Drmalský, Gabrielin mlýn Drmaly am Bach Lužec (Aubach). Die urspr. Vrchnostenský-Mühle wurde nach der Gräfin Maria Gabriele von Rottenhan benannt, sie wurde später in ein Jagdschloss und dann in ein Ausflugsrestaurant umgewandelt. |                           | BW                                                                      |
| Červený Hrádek 33 (Standort)                                                | Fischhausmühle Rothenhaus                                               | ehem. Fischhaussäge und Mahlmühle Rothenhaus – mlýn Rybárna Červený Hrádek am Lužec. Dieser Bach ist hier betoniert und dient als Verbindungskanal von der Eger zur Bílina der Zuführung von Brauchwasser. |                           | BW                                                                      |
| Vysoká Pec, Jana Švermy 39 (Standort)                                       | Mühle Hohenofen                                                         | ehem. Mühle Hohenofen - Schörfův mlýn am Kundratický potok (Kunnersdorfer Bach), altes Gebäude 1970 abgerissen | 54446/5-881 Info Katalog  | BW                                                                      |
| Červený Hrádek 36 (Standort)                                                | Spinnmühle Rothenhaus                                                   | ehem. Spinnmühle Rothenhaus, später Spinnfabrik Červený Hrádek am Lužec |                           | BW                                                                      |
| Červený Hrádek (Standort)                                                   | 1. Neumühle Rothenhaus                                                  | ehem. 1. Neumühle Rothenhaus – Nový mlýn I. Červený Hrádek am Lužec. Die erste Neumühle befand sich direkt unterhalb vom Deich des Neumühlen-Teichs in der Gemarkung Červený Hrádek. Ende des 19. Jahrhunderts wurde sie abgerissen und etwa 100 m südlich als 2. Neumühle in der Gemarkung Jirkov neu errichtet. |                           | BW                                                                      |
| Jirkov, Jezerská 273, 338 (Standort)                                        | 2. Neumühle Görkau                                                      | ehem. 2. Neumühle Görkau – Nový mlýn II. Jirkov am Lužec. Ende des 19. Jahrhunderts anstelle der abgerissenen 1. Neumühle etwa 100 m südlich in der Gemarkung Jirkov neu errichtet. |                           | BW                                                                      |
| Mühlen am Lomský potok (Brucher Bach) und Osecký potok (Ossegger Bach)      |                                                                         | |                           |                                                                         |
| Lom, K Hájovně 15 (Standort)                                                | Obermühle Bruch                                                         | ehem. Obermühle in Bruch - Horní mlýn Lom am Lomský potok (Brucher Bach), teilweise erhaltene kleinere Mühle, nördlich der Dreifaltigkeitskapelle in Horní Lom. |                           | BW                                                                      |
| Lom, Vrchlického 91/55 (Standort)                                           | Niedermühle Bruch                                                       | ehem. Niedermühle in Bruch - Dolní mlýn Lom, eine baulich erhaltene Mühle am Lomský potok, etwa 200 m südlich der Dreifaltigkeitskapelle in Horní Lom |                           | BW                                                                      |
| Lom, Vrchlického 74 (Standort)                                              | Mühle Bruch                                                             | ehem. Mühle in Bruch - Lomský mlýn am Lomský potok. Das vierstöckige Mühlengebäude und die Mahlsteine sind erhalten. Nach der Sanierung wird hier eine Ausstellung zum Thema Müllerei, Zimmerei und Imkerei untergebracht. |                           | BW                                                                      |
| Hrad Osek, Horská 37 (Standort)                                             | Obermühle Rýzmburk (Riesenberg)                                         | ehem. Obermühle Riesenberg, später Sägewerk - Horní mlýn a pila Rýzmburk am Osecký potok (Ossegger Bach). Die Mühle, etwa 250 m südöstlich der Kapelle in Rýznburk, wird derzeit rekonstruiert. |                           | BW                                                                      |
| Hrad Osek, Horská 39 (Standort)                                             | Neumühle Rýzmburk (Riesenberg)                                          | ehem. Neumühle Riesenberg - Nový mlýn Rýzmburk am Osecký potok. Mühle vom Ende des 19. Jahrhunderts, nach 1920 zu einem Restaurant umgebaut, jetzt verfallen, etwa 650 m südöstlich der Kapelle in Osek-Podhradí. |                           | BW                                                                      |
| Hrad Osek, Horská 2 (Standort)                                              | Niedermühle Rýzmburk (Riesenberg)                                       | ehem. Niedermühle Riesenberg - Dolní mlýn Rýzmburk am Osecký potok. Mühle in Rýznburk, jetzt zur Pension umgebaut, etwa 800 m südöstlich der Kapelle in Osek-Podhradí. |                           | BW                                                                      |
| Osek, Rooseveltova 483 (Standort)                                           | Klostermühle Ossegg                                                     | ehem. Klostermühle Ossegg – Klášterní mlýn Osek am Osecký potok. Die Ruine der Mühle auf dem Klostergelände, in den Jahren 1707–1709 errichtet, ein Werk des Architekten und Barockbaumeisters Octavio Broggio (1670–1742). Die Wasserversorgung erfolgte über einen unterirdischen Kanal. Die Mühle ist verfallen, steht aber noch unter Denkmalschutz. | 42489/5-2722 Info Katalog | weitere Bilder                                                          |
| Mühlen am Bouřlivec (Katzbach bzw. Riesenbach, im Oberlauf Hüttengrundbach) |                                                                         | |                           |                                                                         |
| Mikulov, Ke Zbrojnici 64 (Standort)                                         | Pästner-Mühle Niklasberg                                                | ehem. Pästner-Mühle Niklasberg – Pästnerův mlýn am Bach Bouřlivec im Hüttengrund, einzige erhaltene Mühle in der ehemaligen Bergbaustadt Niklasberg, weitere Mühlen waren die Stoller Mühle und die Hruschka-Mühle. |                           | BW                                                                      |
| Mikulov, Na Hlavní ev. 81 (Standort)                                        | Hruschka-Mühle Niklasberg                                               | ehem. Hruschka-Mühle Niklasberg am Bach Bouřlivec im Hüttengrund, an der Bushaltestelle „Mikulov, mlýn“, verfallen, abgerissen und durch einen Neubau ersetzt. |                           | BW                                                                      |
| Mlýny 3, OT von Hrob (Standort)                                             | Koral-Mühle Grundmühlen                                                 | ehem. Koral-Mühle Grundmühlen – Koral mlýn Hrob-Mlýny im Hüttengrund; eine kleine Getreidemühle, die im 19. Jahrhundert abgerissen und an ihrer Stelle eine größere Industriemühle errichtet wurde, jetzt ein Wohnhaus |                           | BW                                                                      |
| Mlýny 5 (Standort)                                                          | Mühle Grundmühlen                                                       | ehem. Mühle unter der Bahn in Grundmühlen – Mlýn pod tratí Hrob-Mlýny; Getreidemühle, jetzt Wohnhaus |                           | BW                                                                      |
| Mlýny 7 (Standort)                                                          | Liebscher-Mühle Grundmühlen                                             | ehem. Liebscher-Mühle Grundmühlen – Liebscherův mlýn Hrob-Mlýny; eine Wassermühle, später zu einer Industriemühle umgebaut |                           | BW                                                                      |
| Mlýny 9 (Standort)                                                          | Hinke-Mühle Grundmühlen                                                 | ehem. Hinke-Mühle Grundmühlen – Hinkeho mlýn Hrob-Mlýny; urspr. eine Getreidemühle, später Steinzeugherstellung |                           | BW                                                                      |
| Verneřice 35, OT von Hrob (Standort)                                        | Wernsdorfer Mühle                                                       | ehem. Wernsdorfer Mühle – Verneřický mlýn am Bouřlivec (Katzbach); Wassermühle, später eine Holzverarbeitungsanlage, jetzt als Wohnhaus genutzt |                           | BW                                                                      |
| Křižanov 20, OT von Hrob (Standort)                                         | Obermühle Krinsdorf                                                     | ehem. Obermühle Krinsdorf, am nördlichen Ortsrand - Horní mlýn Křižanov am Křižanovský potok (Krinsdorfer Bach) |                           | BW                                                                      |
| Verneřice, Oldřichov ()                                                     | Mühlen am alten Verlauf des Katzbachs zwischen Wernsdorf und Ullersdorf | ehem. Mühlen am alten Verlauf des Katzbachs vor seiner Verlegung: - Obere Säge-Mühle Wernsdorf (Horní pila a mlýn Verneřice) - Wiesenmühle Wernsdorf (Luční mlýn Verneřice) - Reichel-Mühle Wernsdorf (Reichlův mlýn Verneřice) - Liebscher-Mühle Wernsdorf (Liebscherův mlýn Verneřice) - Weishaupt-Mühle Wernsdorf (Weishauptův mlýn Verneřice) - Niedermühle Wernsdorf (Dolní mlýn Verneřice) - Ullersdorfer Mühle (Oldřichovský mlýn) |                           | Mühlen am alten Verlauf des Katzbachs zwischen Wernsdorf und Ullersdorf |
| Jeníkov (Standort)                                                          | Steinmühle Janegg                                                       | ehem. Steinmühle Janegg – Kamenný mlýn Jeníkov am Kamenitý rybník, abgerissen (wüst) |                           | BW                                                                      |
| Jeníkov 5 (Standort)                                                        | Mooz-Mühle Janegg                                                       | ehem. Mooz-Mühle Janegg – Moozův mlýn Jeníkov am Grundbach; Sägemühle, die erhaltene Mühle befindet sich östlich der Kirche St. Peter und Paul |                           | BW                                                                      |
| Lahošť, Na Vypichu 40 (Standort)                                            | Riesenmühle Loosch                                                      | ehem. Riesenmühle Loosch – Obří mlýn Lahošť am Bouřlivec (Riesenbach). Eine einzigartige Mühle, die durch überschüssiges Thermalwasser aus der Riesenquelle angetrieben wurde. Aufgrund der Bergbautätigkeit ging die Wassermenge der Quelle zurück und der Betrieb der Mühle musste ab 1879 für mehrere Jahre eingestellt werden. |                           | Riesenmühle Loosch                                                      |
| Lahošť 21 (Standort)                                                        | Looscher Mühle                                                          | ehem. Looscher Mühle – Lahošťský mlýn am Bach Bouřlivec, renovierte Mühle im Zentrum des Dorfes Loosch (Lahošť). |                           | BW                                                                      |
| Zabrušany (Standort)                                                        | Soberschaner Mühle                                                      | ehem. Soberschaner Mühle – Zabrušanský mlýn am Bach Bouřlivec. Die alte Mühle stand am Soberschaner Teich (Zabrušanský rybník) am Südrand von Sobrusan. Das alte Dorf wurde wegen des Braunkohletagebaus in den Jahren 1907 bis 1912 abgerissen und etwa 500 m weiter nordöstlich neu aufgebaut. Dabei verschwand auch die alte Mühle, abgerissen (wüst). |                           | BW                                                                      |
| Hostomice, Mlýnská 27 (Standort)                                            | Obermühle Hostomitz                                                     | ehem. Obermühle Hostomitz – Horní mlýn am Bach Bouřlivec; heute eine etwas vernachlässigte Mühle im Ortskern von Hostomice. |                           | BW                                                                      |
| Mühlen an der Bystřice (Seegrundbach oder Flößbach)                         |                                                                         | |                           |                                                                         |
| Cínovec (Standort)                                                          | Seegrundmühle Hinter Zinnwald                                           | ehem. Seegrundmühle Hinter Zinnwald– mlýn v Jezerním dole Zadní Cínovec am Seegrundbach, später Forsthaus Seegrund, nach 1945 abgerissen |                           | Seegrundmühle Hinter Zinnwald                                           |
| Dubí, Ruská (Standort)                                                      | Brettmühle Eichwald                                                     | ehem. Brettmühle Eichwald – Biliner Mühle Dubí; Mühle und Sägewerk bestanden nebeneinander, sind verfallen und abgerissen. Im Jahr 1913 wurde neben der Mühle das Hotel zur Brettsäge errichtet, jetzt Hotel Sport Dubí, Ruská 323/193. |                           | Brettmühle Eichwald                                                     |
| Dubí, Lázeňská 21/3 (Standort)                                              | Fichtenmühle, Theresienbad Eichwald                                     | ehem. Fichtenmühle Eichwald – Smrkový mlýn, Tereziny lázně Dubí; urspr. ein Eisenhammer, später Fichtenmühle, um 1880 abgerissen, danach wurde durch Thomas Nowak das Theresienbad Dubí errichtet. |                           | weitere Bilder                                                          |
| Dubí, Bezručova 30/7 (Standort)                                             | Mittelmühle Eichwald                                                    | ehem. Mittelmühle Eichwald – Prostřední mlýn Dubí an der Bystřice (Flößbach). Die Mittelmühle entstand Anfang des 19. Jahrhunderts und war vermutlich bis in die 1930er Jahre in Betrieb. Sie ist eine der vier erhaltenen Mühlen zwischen Cínovec und Trnovany. Das Mühlengebäude ist in seiner ursprünglichen Zusammensetzung mit einigen dekorativen Elementen an der Fassade erhalten geblieben und wurde zum Wohnhaus umgebaut. |                           | BW                                                                      |
| Dubí, Krušnohorská 41/15 (Standort)                                         | Fischer-Mühle Eichwald                                                  | ehem. Fischer-Mühle Eichwald – Fischerův mlýn Dubí. Die Fischermühle, bereits 1615 urkundlich erwähnt, behielt ihre ursprüngliche Form bis in die 1930er Jahre, als sie zu Wohnungen umgebaut wurde. |                           | Fischer-Mühle Eichwald                                                  |
| Dubí, Tovární 46/15 (Standort)                                              | Obere Buschmühle Eichwald                                               | ehem. Obere Buschmühle Eichwald – Horní lesní mlýn Dubí. Die Obere Buschmühle von 1579 ist das älteste bekannte Haus in Eichwald und war lange Zeit im Besitz der Familie Walter. Im Bereich der Mühle befanden sich früher ein Sägewerk und eine Tischlerei. Ab 1907 unter dem Besitzer Josef Wunder trieb das Wasser auch eine elektrische Turbine an, die das Sägewerk und später auch das Edison-Kino mit elektrischem Strom von 120 V versorgte, außerdem wurde eine Dampfmaschine errichtet. Das Mühlengebäude brannte 1932 ab und wurde bis 1936 wieder aufgebaut. Das Hauptmühlengebäude, der Mühlenantrieb und einige Teile der Maschinerie sind bis heute erhalten. Neben der Mühle befindet sich im ehemaligen Kino das Informationszentrum und Porzellanmuseum der Porzellanfabrik Dubí. |                           | Obere Buschmühle Eichwald                                               |
| Dubí, Tovární 305/17b (Standort)                                            | Niedere Buschmühle Eichwald, Porzellanfabrik Dubí                       | ehem. Niedere Buschmühle Eichwald – Dolní lesní mlýn Dubí. Der Fabrikant Anton Tschinkel kaufte 1864 das Areal der Niedermühle, ließ sie abreißen, um auf dem Gelände eine Manufaktur zur Herstellung von Majolika zu errichten, später Porzellanfabrik Dubí. | Wikidata-Objekt anzeigen  | Niedere Buschmühle Eichwald, Porzellanfabrik Dubí                       |
| Dubí-Bystřice, Tovární 9/80 (Standort)                                      | Wagner-Mühle Eichwald-Wistritz                                          | ehem. Wagner-Mühle Eichwald-Wistritz – Wágnerův mlýn Dubí-Bystřice; eine der vielen Mühlen am Bach Bystřice, später einer Wäscherei und Mangel umgebaut. |                           | BW                                                                      |
| Dubí-Bystřice, Žižkova 45/2 (Standort)                                      | Rittig-Mühle Eichwald-Wistritz                                          | ehem. Rittig-Mühle Eichwald-Wistritz – Rittigův mlýn Dubí-Bystřice. Die Mühle stand an der Ecke der Žižkova- und Tovární-Straße, abgerissen. Es steht nur noch ein Überrest der Mühle, ursprünglich wohl ein Wirtschaftsgebäude, jetzt ein Wohnhaus. |                           | BW                                                                      |
| Novosedlice, Bystřická 53 (Standort)                                        | Dampfmühle Weißkirchlitz                                                | ehem. Dampfmühle Weißkirchlitz – Niehselův, Spodní mlýn Novosedlice. Von den ursprünglich mehr als 20 Mühlen, die am Flößbach zwischen Cínovec und Trnovany standen, ist dies eine der jüngsten Mühlen, erbaut in der zweiten Hälfte des 19. Jahrhunderts. Die Gebäude der ehemaligen Dampfmühle sind aus architektonischer Sicht nahezu in ihrer ursprünglichen Form erhalten geblieben, allerdings sind sie verlassen und werden jetzt nicht mehr als Mühle genutzt. Unter den Bewohnern ist die Mühle noch heute als „Niehsels Mühle“ bekannt. Im Jahr 2005 erfolgte ein Umbau. |                           | BW                                                                      |
| Novosedlice, Drahénská 494 (Standort)                                       | Schweizer Mühle Weißkirchlitz                                           | ehem. Schweizer Mühle Weißkirchlitz – Švýcarský mlýn Novosedlice. Eine romantische Wassermühle in einem englischen Park unter dem Luisenfelsen gelegen, später in ein Ausflugsrestaurant umgewandelt. Nach Zweiten Weltkrieg abgerissen, jetzt Firmengelände. |                           | Schweizer Mühle Weißkirchlitz                                           |
| Novosedlice, Úzká 386/3 (Standort)                                          | Hykel-Mühle Weißkirchlitz                                               | ehem. Hykel-Mühle Weißkirchlitz – Hyklův mlýn Novosedlice, umgebaut zum Wohnhaus. |                           | BW                                                                      |
| Teplice-Trnovany, Emilie Dvořákové 69 (Standort)                            | Schlumpermühle Turn                                                     | ehem. Schlumpermühle Turn – Císařský mlýn Trnovany; Wassermühle, später Sägewerk, jetzt Wohnhaus. |                           | BW                                                                      |
| Teplice-Trnovany, Emilie Dvořákové 70 (Standort)                            | Neumühle Turn                                                           | ehem. Neumühle Turn – Nový mlýn Trnovany; Wassermühle bis 1886, danach Wohnhaus, jetzt Veolia Transport s.r.o. |                           | BW                                                                      |
| Teplice-Trnovany, Masarykova třída 30/95 (Standort)                         | Ritter-Mühle Turn                                                       | ehem. Ritter-Mühle oder Malzmühle Teplitz-Turn – Ritterův, Sladový mlýn Teplitz-Turn. Die Rittermühle war die älteste und ursprünglich einzige Mühle in Turn (Trnovany). Im Jahr 1370 ging sie in den Besitz des Teplitzer Klosters über. In den 1870er Jahren stellte die Ritter-Mühle ihren Betrieb ein. Danach wurde ein modernes Restaurant errichtet, die sog. „Ritterburg“, benannt nach dem Besitzer Ritter. | 43967/5-5251 Info Katalog | weitere Bilder                                                          |
| Teplice-Šanov, J. V. Sládka 2041/11 (Standort)                              | Schönauer Mühle                                                         | ehem. Schönauer Mühle – Šanovský mlýn; urspr. eine Wassermühle am Flößbach, in den 1920er Jahren abgerissen und eine Villa errichtet. |                           | BW                                                                      |
| Teplice, Laubeho náměstí 227/2 bzw. U Císařských lázní 227/2 (Standort)     | Obermühle, Tauschmühle Teplitz                                          | ehem. Obermühle, Tauschmühle Teplitz am ehem. Mühlenplatz (Mlýnské náměstí) – Horní, Špitálský, Tauschův mlýn am Kočičí potok; 1870 abgerissen und durch die erste klassizistische Version des Kaiserbades ersetzt. |                           | BW                                                                      |
| Teplice, U Kamenných lázní 657/5 (Standort)                                 | Grosse Pautschmühle Teplitz                                             | ehem. Grosse Pautschmühle Teplitz – Velký Pautschův mlýn am Bach Kočičí potok. Die untere der drei mittelalterlichen Mühlen von Teplitz, etwa 350 m südlich der Elisabethkirche in Teplitz, bis in den 1870er Jahren in Betrieb, um 1970 abgerissen. |                           | BW                                                                      |
| Teplice, Mlýnská, jetzt Písečná 2991/1 (Standort)                           | Mühle Teplitz                                                           | ehem. Mühle Teplitz – Vohryzkův mlýn Dubí; an deren Stelle der alten Mühle, etwa 500 m südlich der Elisabethkirche in Teplitz, steht heute ein Turm. |                           | Mühle Teplitz                                                           |
| Teplice, Pražská 3009/24 (Standort)                                         | Niedermühle Teplitz                                                     | ehem. Niedermühle Teplitz – Dolní mlýn Teplice. Die Mühle wurde im Zuge der Sanierung der Pražská-Straße im Jahr 1988 abgerissen, heute steht an ihrer Stelle ein Wohnblock. |                           | BW                                                                      |
| Prosetice, Pod Hvězdárnou, OT von Teplice (Standort)                        | Obermühle Prasseditz                                                    | ehem. Obermühle Prasseditz – Horní mlýn Prosetice; die urspr. Mühle wurde stillgelegt und in eine Keramikfabrik umgebaut, beim Bau der Plattenbausiedlung in den 1980er Jahren abgerissen. |                           | BW                                                                      |
| Prosetice 12 (Standort)                                                     | Walkmühle Prasseditz (Walke)                                            | ehem. Walkmühle Prasseditz – Valcha, Dolní, Smrtící mlýn; das urspr. Mühlengebäude ist verfallen und steht auf einem Industriegelände. |                           | BW                                                                      |
| Bystřany, Nové Dvory 3 (Standort)                                           | Neumühle, Richtermühle Wisterschan                                      | ehem. Neumühle, Richtermühle Wisterschan – Novodvorský, Richterův mlýn Bystřany; die Mühle wurde abgerissen |                           | BW                                                                      |
| Velvěty (Standort)                                                          | Zapfmühle Welboth                                                       | ehem. Zapfmühle am Bach Bystřice, urspr. Mühle des Dorfs Úpořiny, abgerissen (wüst) |                           | BW                                                                      |
| Mühlen am Krupský potok (Graupener Bach) und Ždírnický potok (Sernitzbach)  |                                                                         | |                           |                                                                         |
| Krupka, U Mlýna 646 (Standort)                                              | Schmidt Mühle, Rumpelmühle Graupen                                      | ehem. Schmidt Mühle oder Rumpelmühle Graupen - Schmiedtův mlýn Krupka am Přitkovský potok (Fuchsbach), urspr. eine Walkmühle (1870), um 1990 ruinös, danach abgerissen, 2005 zu einem luxuriösen Ferienhaus umgebaut. |                           | BW                                                                      |
| Krupka, Mlýnská ev. 221 (Standort)                                          | Preiss-Mühle Graupen                                                    | ehem. Preiss-Mühle Graupen - Preissův mlýn Krupka am Krupský potok (Graupener Bach). Die Ruinen der Preiss-Mühle von 1824 befinden sich heute an der Kreuzung der Straßen Na Příkopě, Mlýnská. Die Wasserversorgung erfolgte aus dem Teich Hlušinový rybník, der das Wasser über die noch heute sichtbaren Reste des Mühlgrabens zur Aspen-Mühle ableitete. Später wurde sie zum Restaurant „Rossegger Hof“ umgebaut. Erkannbar sind noch der Zulauf, die Fundamente und die Mühlräder. |                           | Preiss-Mühle Graupen                                                    |
| Krupka, Mlýnská 223/3 (Standort)                                            | Aspen-Mühle Graupen                                                     | ehem. Aspen-Mühle Graupen - Aspenův mlýn Krupka am Krupský potok. Die Aspenmühle ist die einzige erhaltene Mühle am Graupener Bach mit Mühlen und Hämmern. In der Nähe befinden sich Reste des Mühlgrabens, jetzt Sitz einer Glasfirma. |                           | weitere Bilder                                                          |
| Krupka, Husitská 228/3 (Standort)                                           | Mittelmühle Graupen                                                     | ehem. Mittelmühle Graupen - Prostřední mlýn Krupka am Krupský potok. Die Mittelmühle war eine von drei Mühlen, die sich früher am Rande der Altstadt von Graupen befanden und durch einen Mühlgraben vom Teich Hlušinový rybník gespeist wurden. Danach floss das Wasser über den noch existierenden Aquädukt, der über die Dux-Bodenbacher Eisenbahn führt, weiter in die heutige Siedlung Hamry. Heute befindet sich die Mühle in der städtischen Denkmalzone Krupka und dient als Wohnhaus. |                           | Mittelmühle Graupen                                                     |
| Krupka, Koněvova 174 (Standort)                                             | Mittelmühle Graupen                                                     | ehem. Mittelmühle Graupen - Prostřední mlýn Krupka am Krupský potok, später umgebaut zur Industriemühle, jetzt Lager und Werkstatt. |                           | BW                                                                      |
| Unčín, Fučíkova 70, OT von Krupka (Standort)                                | Hohensteiner Mühle                                                      | ehem. Hohensteiner Mühle - Unčínský mlýn am Unčínský potok (Hohensteiner Bach). Die Mühle wurde vom Wasser des Hohensteiner Bachs angetrieben. Das Mühlengebäude wurde zu einem Restaurant umgebaut. Der Mühlteich und der Mühlgraben oberhalb der Mühle sind noch vorhanden. |                           | BW                                                                      |
| Soběchleby 11, OT von Krupka (Standort)                                     | Mühle Sobochleben                                                       | ehem. Mühle Sobochleben - mlýn v Soběchlebech am Maršovský potok (Marschenbach), nordwestlich der Kapelle des hl. Johannes Franz Régis in der Nähe des Schiller-Denkmals gelegen, jetzt ein Wohnhaus. |                           | BW                                                                      |
| Modlany 12 (Standort)                                                       | Mühle Modlan                                                            | ehem. Mühle Modlan - Modlanský mlýn, Parní mlýn Donata Diewocka am Modlanský potok (Malstbach), westlich der Kirche St. Apollinaire in Modlany |                           | BW                                                                      |
| Telnice 9 (Standort)                                                        | Niedermühle Tellnitz                                                    | ehem. Niedermühle Tellnitz - Dolní mlýn Telnice am Telnický potok (Tellnitzer Bach), alte Mühle (urspr. zusammen mit Nr. 73) nördlich des Bahnhofs Telnice gelegen. |                           | BW                                                                      |
| Varvažov 72, OT von Telnice (Standort)                                      | Baumann-Mühle Arbesau                                                   | ehem. Baumann-Mühle Arbesau - Baumannův mlýn Varvažov am Telnický potok; eine erhaltene Mühle, etwa 100 m südwestlich der Marienkapelle gelegen. |                           | BW                                                                      |
| Žandov 45, urspr. Sernitz 1 (Standort)                                      | Sernitzer Mühle                                                         | ehem. Sernitzer Mühle - Ždírnický mlýn am Ždírnický potok. Die umgebaute Mühle diente früher auch als Hotel, jetzt als Wohnhaus genutzt. Die Mühle war ursprünglich Teil der ehemaligen Siedlung Sernitz. |                           | BW                                                                      |
| Stradov 29 (Standort)                                                       | Stradner Mühle                                                          | ehem. Stradner Mühle - Stradovský mlýn am Habartický potok (Ebersdorfer Bach). Das erhaltene Mühlengebäude befindet sich westlich von Stradov, heute ein Ortsteil von Chlumec bei Chabařovice. Die Mühle wurde teilweise abgerissen und in den 1930er Jahren zu einer Villa umgebaut. |                           | BW                                                                      |
| Chlumec, U Zámeckého rybníka 48 (Standort)                                  | Obere Mühle                                                             | ehem. Obere Mühle - Horní mlýn am Ždírnický potok (Sernitzbach), urspr. Mühle am Schloss, nach 1920 zum Wasserkraftwerk umgebaut |                           | BW                                                                      |
| Chabařovice, Smetanova 91 (Standort)                                        | Hasenmühle Karbitz                                                      | ehem. Hasenmühle Karbitz - Zaječí mlýn am Ždírnický potok, eine umgebaute Mühle am nördlichen Stadtrand Chabařovice, jetzt im Besitz des Tschechischen Fischereiverbands. |                           | BW                                                                      |
| Chabařovice, Křížová 98 (Standort)                                          | Mittelmühle Karbitz                                                     | ehem. Mittelmühle Karbitz - Prostřední mlýn (Knoflíkárna) am Zalužanský potok bzw. Ždírnický potok. Die Mühle wurde zu einer Knopffabrik umgebaut; das Gebäude ist noch erhalten. |                           | BW                                                                      |
| Chabařovice, Husovo náměstí 2 (Standort)                                    | Dampfmühle Josef Popel Karbitz                                          | ehem. Mühle Karbitz, später Dampfmühle Josef Popel - Parní mlýn, urspr. eine Wassermühle am Ždírnický potok, die später zu einet dampfbetriebenen Industriemühle umgebaut wurde. |                           | BW                                                                      |
| Předlice, Na Vantrokách 42/8, OT von Ústí nad Labem (Standort)              | Prödlitzer Mühle                                                        | ehem. Prödlitzer Mühle - Předlický mlýn am Ždírnický potok. Eine im Kern erhaltene Mühle, heute am Stadtrand von Ústí nad Labem, etwa 400 m westlich der Josefskirche in Předlice. |                           | BW                                                                      |